# Streetlife Serenade
| Recensione              | Giudizio    |
| ----------------------- | ----------- |
| AllMusic                | [ 4 ]       |
| Robert Christgau        | C           |
| Sputnikmusic            | 3.5 (Great) |
| Dizionario del Pop-Rock | [ 7 ]       |
| 24.000 dischi           | [ 8 ]       |

Streetlife Serenade è il terzo album discografico in studio del cantautore statunitense Billy Joel, pubblicato nell'ottobre del 1974.

## Tracce

### LP
Lato A (AL 33146)
One Side

Testi e musiche di Billy Joel.
1. Streetlife Serenader – 5:18
2. Los Angelenos – 3:41
3. The Great Suburban Showdown – 3:46
4. Root Beer Rag – 3:00
5. Roberta – 4:28

Lato B (BL 33146)
Another Side

Testi e musiche di Billy Joel.
1. The Entertainer – 3:39
2. Last of the Big Time Spenders – 4:36
3. Weekend Song – 3:31
4. Souvenir – 2:01
5. The Mexican Connection – 3:38

## Musicisti
- Billy Joel - voce, tastiere, moogs, arrangiamenti
- Gary Dalton - chitarra
- Richard Bennett - chitarra
- Mike Deasy - chitarra
- Roj Rathor - chitarra
- Al Hertzberg - chitarra
- Don Evans - chitarra
- Art Munson - chitarra
- Michael Stewart - chitarra
- Tom Whitehorse - chitarra pedal steel, banjo
- William Smith - organo
- Emory Gordy - basso
- Larry Knechtel - basso
- Wilton Felder - basso
- Ron Tutt - batteria
- Joe Clayton - conga

Note aggiuntive
- Michael Stewart - produttore, arrangiamenti
- Registrazioni effettuate al Devonshire Sound di North Hollywood, California (Stati Uniti)
- Ron Malo - ingegnere delle registrazioni
- Barry Fasman - assistente
- Mastering effettuato al Artisan
- Ron Coro - art direction e design copertina album
- Brian Hagiwara - dipinto fronte coprtina album
- Jim Marshall - foto retrocopertina album
- Ringraziamento a Brian Ruggles[9]

## Classifica
Album
| Anno | Classifica    | Posizione raggiunta |
| ---- | ------------- | ------------------- |
| 1974 | Billboard 200 | 35                  |

Singoli
| Anno | Titolo del brano | Classifica         | Posizione raggiunta |
| ---- | ---------------- | ------------------ | ------------------- |
| 1975 | The Entertainer  | Billboard Hot 100  | 34                  |
| 1975 | The Entertainer  | Adult Contemporary | 30                  |